# Glärnischhütte

Glärnischhütte, 1908

Die Glärnischhütte ist eine Berghütte der Sektion Tödi des Schweizer Alpen-Clubs SAC im Kanton Glarus in der Schweiz.

## Geschichte
Die Hütte liegt südlich des Klöntalersees am Westfuss der Glärnischkette auf 1990 m ü. M. in den Schwyzer Alpen.
1868 baute der SAC Tödi eine «Schirmhütte» (Schutzhütte) für acht Personen unterhalb des grossen Felsens, der die heutige Hütte vor Lawinen und Steinschlag schützt. Die heutige Hütte entstand durch Umbauten und Erweiterungen der zweiten Hütte von 1885. Zwei Erweiterungen erfolgten 1976 und 1987. 2023–2024 erfolgte ein weiterer Aus- und Umbau. Die über hundertjährige Hütte erhielt einen Anbau (mit Gästezimmer, Hüttenwartbereich und Sanitäranlagen) mit Flachdach, das als Terrasse genutzt werden kann.

## Zugänge
- Hinter Klöntal/Plätz – Chäseren – Wärben – Hütte: 3,5 Stunden
- Braunwald – Brunalpelihöchi – Dräcklochstafel – Zeinenstafel – Hütte: 5,0 bis 7,0 Stunden (Bergwanderweg; kürzere Variante von der Glattalphütte möglich)
- Luchsingen – Zeinenfurggel – Hütte: 5,0 bis 7,0 Stunden (Alpine Route)
- Im Winter nur bei sicheren Verhältnissen, wegen Lawinengefahr (Winterraum mit Platz für 20 Gäste)

## Benachbarte Hütten
- Glattalphütte SAC
- Ortstockhaus, Braunwald

## Touren
- Wandern zur Hütte: von Klöntal, Richisau, Braunwald, Glattalp
- Alpinwandern: Inner Fürberg, Usser Fürberg, Zeinenfurggel, «Zigertrekking»
- Hochtouren Glärnischkette: Rundtour Bächistock – Vrenelisgärtli – Ruchen, Bächistock 2914 m ü. M., Vrenelisgärtli 2904 m ü. M., Ruchen-Glärnisch 2901 m ü. M.
- Klettern: Klettergarten oberhalb der Hütte (Schwierigkeitsgrad 4–6), Alpinklettern (Sunnaplättli, Ruchen Westgrat usw.)